# Mongolia na Zimowych Igrzyskach Olimpijskich 2018
Mongolia na Zimowych Igrzyskach Olimpijskich 2018 – występ kadry sportowców reprezentujących Mongolię na igrzyskach olimpijskich w Pjongczangu w 2018 roku.
W kadrze znalazło się dwoje zawodników – jeden mężczyzna i jedna kobieta. Reprezentanci Mongolii wystąpili w dwóch biegach narciarskich.
Funkcję chorążego reprezentacji Mongolii podczas ceremonii otwarcia igrzysk pełnił Batmönchijn Arczbadrach, a podczas ceremonii zamknięcia – Czinbatyn Otgonceceg. Reprezentacja Mongolii weszła na stadion jako 25. w kolejności, pomiędzy ekipami z Malty i Stanów Zjednoczonych.
Był to 14. start reprezentacji Mongolii na zimowych igrzyskach olimpijskich i 27. start olimpijski, wliczając w to letnie występy.

## Skład reprezentacji

### Biegi narciarskie
| Konkurencja                                         | Zawodnik                | Czas    | Strata  | Miejsce |
| --------------------------------------------------- | ----------------------- | ------- | ------- | ------- |
| Bieg indywidualny kobiet na 10 km stylem dowolnym   | Czinbatyn Otgonceceg    | 32:52,1 | +7:51,6 | 84.     |
| Bieg indywidualny mężczyzn na 15 km stylem dowolnym | Batmönchijn Arczbadrach | 41:40,4 | +7:56,5 | 97.     |